# روث بانكروفت
روث بانكروفت (بالإنجليزية: Ruth Bancroft)‏ هي مهندسة معمارية ومهندسة المناظر الطبيعية أمريكية، ولدت في 2 سبتمبر 1908 في بوسطن في الولايات المتحدة، وتوفيت في 26 نوفمبر 2017 في والنوت كريك في الولايات المتحدة.